# Erythroneura amanda
Erythroneura amanda är en insektsart som beskrevs av Mcatee 1920. Erythroneura amanda ingår i släktet Erythroneura och familjen dvärgstritar. Inga underarter finns listade i Catalogue of Life.